# Sorin Iodi
Sorin Adrian Iodi (n. 12 iunie 1976) este un jucător român de fotbal retras din activitate.